# Cryptocoryne uenoi
Cryptocoryne uenoi är en kallaväxtart som beskrevs av Yuji Sasaki. Cryptocoryne uenoi ingår i släktet Cryptocoryne och familjen kallaväxter. Inga underarter finns listade.